# José Gómez Ortega (torero)
José Gómez Ortega   (Sevilla, 8 de maig de 1895 - Plaza de toros La Caprichosa, 16 de maig de 1920), conegut com a Gallito III, més tard també com a Joselito o Joselito el Gallo va ser un torero andalús, membre de la dinastia taurina andalusa dels Gallo, fill del també torero Fernando Gómez García "El Gallo". Era d'ètnia gitana per part de mare, Gabriela Ortega Feria.
És conegut per aportar modificacions a la tauromaquia moderna, sentar les bases de la selecció de braus a les ramaderies braves i promoure la construcció de les places de braus monumentals.
Considerat nen prodigi del toreig, torejava a l'edat de sis anys. Actualment és considerat com un dels toreros més complerts i dominadors de la tauromaquia, protagonitzant junt a Juan Belmonte, amb qui va mantenir una rivalitat i al mateix temps una bona amistat, la denominada Edat d'Or del toreig a la dècada de 1910.
Va morir a la Plaça de Braus de Talavera de la Reina el 16 de maig de 1920, quan el cinquè brau de la tarda, Bailador, el corneja al sotaventre, causant-li la mort. La imatge de Nostra Senyora de la Esperança Macarena va ser vestida de negre per la seva mort per primera i única vegada a la seva història.
Està enterrat al Cementiri de San Fernando a Sevilla, on te un mausoleu finançat per subscripció popular i realitzat per l'escultor valencià Marià Benlliure.